# Married to the Blob
Married to the Blob é o décimo episódio da vigésima quinta temporada do seriado de animação de comédia de situação The Simpsons. O episódio foi escrito por Tim Long e exibido originalmente em 12 de janeiro de 2014 pela FOX nos Estados Unidos.
O episódio foi bem recebido pela crítica de televisão especializada. De acordo com o instituto de mediação de audiências Nielsen, foi assistido por 4,83 milhões de espectadores em sua exibição original e recebeu uma quota de 2.2/5 no perfil demográfico de telespectadores entre os 18 aos 49 anos de idade.

## Enredo
Bart, Milhouse e Homer se decidem comprar a primeira publicação de um relançamento da revista em quadrinhos Radioactive Man, na gibiteria de Comic Book Guy, que acabara por descobrir que seu concorrente Milo (proprietário de Coolsville) agora está casado com sua namorada. Ele chora e canta uma canção sobre estar sozinho em toda a sua vida. De repente, Stan Lee aparece e diz que ele tem outra chance no amor. Uma menina japonesa chamada Kumiko Nakamura entra na loja, e Stan Lee aconselha Comic Book Guy não desperdiçar a oportunidade. Kumiko está nos Estados Unidos para escrever seu mangá autobiográfico, inspirado nas cidades mais tristes da América. Comic Book Guy a convida para sair e, em seguida, pede para Homer concelhos, já que ele é o único homem gordo na vida real que é casado com uma mulher sensual. Na véspera do encontro, Marge aconselha Comic Book Guy a não ser ele mesmo, no entanto, Kumiko realmente gosta verdadeira personalidade dele.
Comic Book Guy continua seu encontro com Kumiko até decidirem morar juntos. Homer encontrar o pai dela e revela para ele que sua filha e um "gordo lerdo" estavam namorando. O Sr. Nakamura acaba levando Kumiko de volta para casa, e Marge ordena Homer a convencê-lo a aprovar o namoro dos dois. Homer então leva o pai de Kumiko para um bar japonês, e ambos tomam uma bebida muito forte, o que lhe faz ter alucinações, onde a cidade se transforma em um paraíso baseado em filmes do Studio Ghibli (especificamente Spirited Away, My Neighbor Totoro, Howl's Moving Castle, e Majo no Takkyūbin). Ele continua a não aprovar o relacionamento, já que Comic Book não possui um "emprego real".
Comic Book Guy tenta impressionar o Sr. Nakamura por conseguir um emprego real usando seu diploma em engenharia química. O Sr. Nakamura diz que ele não precisa ter um emprego de verdade uma vez que ele já gosta de Comic Book Guy do jeito que ele é. O episódio termina com ele e Kumiko se casando por Stan Lee na loja.

## Produção

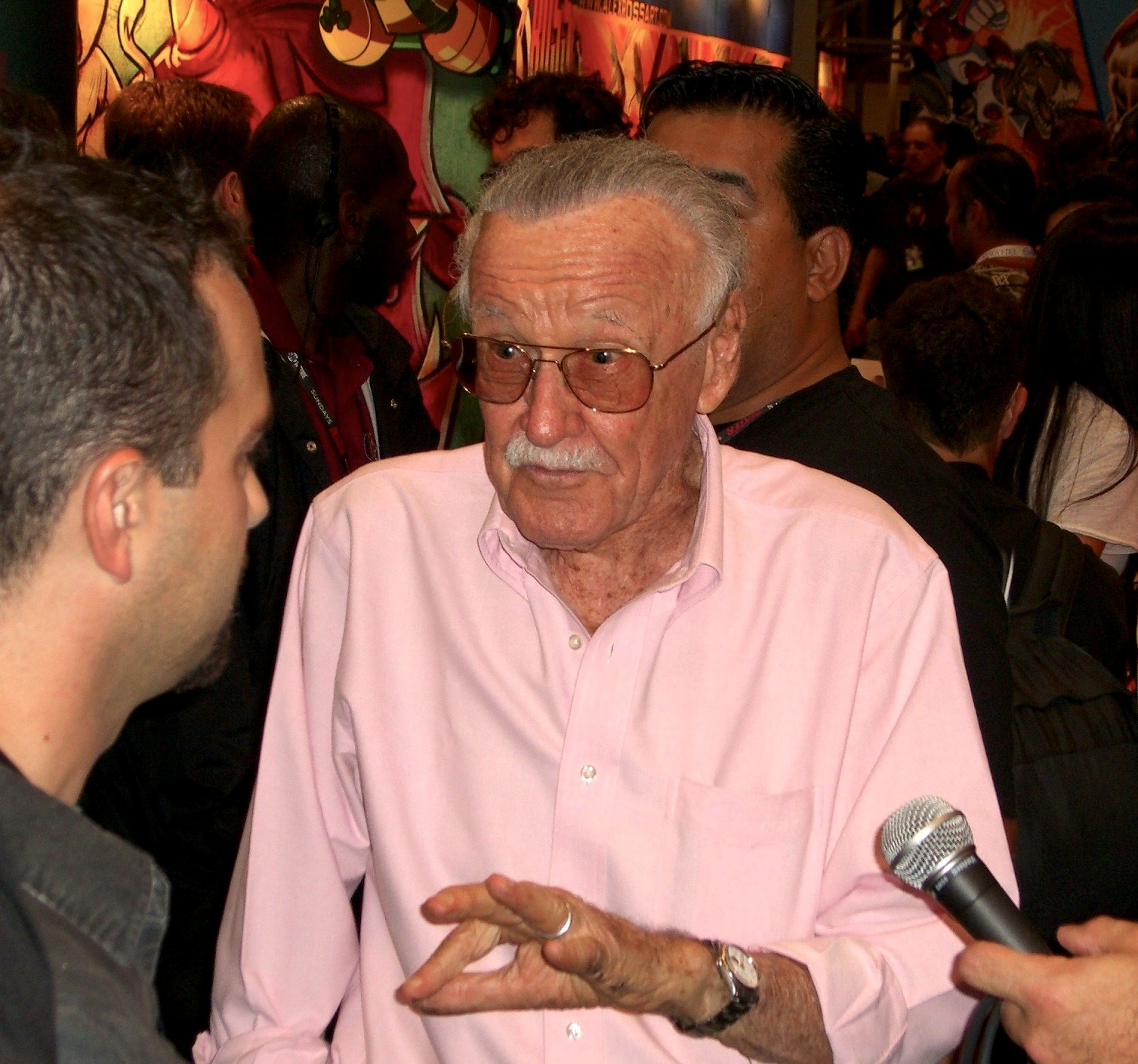
Stan Lee participou da série pela segunda vez.

"Married to the Blob" foi escrito por Tim Long e dirigido por Chris Clements. Contou com a participação especial de Maurice LaMarche, Harlan Ellison e Stan Lee. Esta é a segunda participação de Lee na série como convidado, sendo que a primeira participação dele foi no episódio da décima terceira temporada "I Am Furious (Yellow)". Sobre sua volta a série, Lee disse: "[eu] impressionei tanto [os roteiristas] que me chamaram de novo”. Maurice LaMarche interpretou Milo, um personagem introduzido no episódio "Husbands and Knives", e inicialmente interpretado por Jack Black.
O couch gag foi produzido pelo designer gráfico Bill Plympton. Bill também produziu o couch gag para outros dois episódios, da vigésima terceira temporada "Beware My Cheating Bart" e da vigésima quarta temporada "Black Eyed, Please".

## Recepção

### Crítica
Dennis Perkins, do The A.V. Club, deu ao episódio um "B–", dizendo: "Eu não quero ser duro demais com esse episódio. O show sempre tenta promover algo novo, mesmo sem que os resultados sejam satisfatórios. E enquanto eu não posso dizer que estou clamando por Comic Book Guy entrar na gama de personagens regulares de The Simpsons, o final foi um exemplo comovente, digno de um slogan: 'mudança de formato'."
Tony Sokol, do Den of Geek, deu ao episódio nota 3.5 (de um máximo de 5), dizendo: "Se você quer saber se este é um bom episódio, eu responderia com um som enfático: no meio de muito episódios dos Simpsons que se concentram em personagens secundários não são tão nítidas como o foco na família, mas "Married to the Blob" só sofre porque está no meio de uma temporada particularmente boa."
Teresa Lopez, do TV Fanatic, deu ao episódio 3 estrelas (de um máximo de 5), dizendo: "Melhor episódio de todos? Não por isso, mas eu gostei muito de todas as referências a cultura pop." Ela também comentou positivamente sobre os convidados do episódio, dizendo que "com participações de Stan Lee e Harlan Ellison, e um romance de florescimento nos mangás de Kumiko, a história foi doce e divertida. [...] Além disso, a sequência em tributo ao diretor Hayao Miyazaki foi bem alucinante." Christian Allaire, do The National Post, também considerou a cena alucinante, classificando-a como "um tributo encantador para animador Hayao Miyazaki."

### Audiência
De acordo com o sistema de mediação de audiências Nielsen Ratings, "Married to the Blob" foi assistido por 4,86 milhões de pessoas em sua transmissão original. Recebeu uma quota de 2.2/5 no perfil demográfico de pessoas entre 18-49 anos de idade. O episódio apresentou uma queda considerável a partir do episódio anterior, "Steal This Episode", que acabou sendo beneficiado por suceder um popular jogo da NFL, em sua respectiva fase de playoffs. Nas animações exibidas pela FOX naquela noite, o show perdeu apenas para Family Guy, com 5,22 milhões de telespectadores.